# Vickers Mk 3
Vickers MBT Mk 3 je britský tank vyráběný v letech 1975–1994 firmou Vickers-Armstrongs pro export. Pro konstrukci tanku byl použit 105mm kanón L7 a jiné díly z tanku Chieftain. Oproti prototypu Mk 1 má tento vylepšený tank dieselový motor Detroit Diesel 12V-71T.
Tyto tanky používá keňská a nigerijská armáda.